# Donji Kućan
Donji Kućan falu Horvátországban, Varasd megyében. Közigazgatásilag Varasdhoz tartozik.

## Fekvése
Varasd központjától 5 km-re délkeletre fekszik. Teljesen összeépült a szomszédos Gornji Kućannal és Zbelavával.

## Története
Kućan első említése 1238-ban IV. Béla király oklevelében történt, melyben az itteni Szent János templomot a keresztesek egykori birtokát a hozzá tartozó területekkel együtt a ferences atyáknak adja. A ferencesek 1624-ig maradtak a falu birtokosai, amikor a birtokot 10.500 forintért Trautmannsdorf generálisnak adták el. A generális azonban meghalt mielőtt a teljes összeget kifizethette volna és a birtok a végrendelet szerint a grazi jezsuitáké lett. A ferencesek azonban mindenképpen vissza szerették volna szerezni az ősi birtokukat, végül a két rend megegyezett egymással és 1773-ig a ferencesek maradtak a birtokosok. Ekkor azonban császári rendeletre feloszlatták a rendet és minden birtokuk a kincstáré lett. 1776-ban az ivanicsi birtokért cserébe a zágrábi püspökség szerezte meg és az első világháborúig a püspökség birtoka maradt. Az 1920-as években a földreform keretében felosztásra került. Az 1668-as egyházi vizitáció szerint Donji Kućannak 26 háztartása volt. 1857-ben 304, 1910-ben 452 lakosa volt. 1974-ig a falu a biškupeci plébánia filiája volt. Ekkor hozták létre a kućan marofi plébániát, melynek a falu is része lett. A települést 1991-ben közigazgatásilag Varasdhoz csatolták. 2001-ben 707 lakosa volt.

## Nevezetességei
- A Szent Flórián-kápolna 1898-ban épült.